# Лу Барлетта
Луїс Джеймс "Лу" Барлетта (англ. Louis James "Lou" Barletta; нар. 28 січня 1956, Гейзлтон, Пенсільванія) — американський політик-республіканець, з 2011 р. представляє 6-й виборчій округ штату Пенсільванія у Палаті представників США.
У 1974 р. закінчив Університет Блумсбурга. У 1984 р. Барлетта став засновником компанії Interstate Road Marking Corporation. З 1998 по 2000 рр. він входив до міської ради Гейзлтона, з 1999 по 2010 рр. був мером цього міста.